# Victor Puiseux

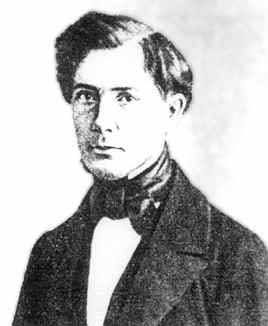
Victor Puiseux.

Victor Alexandre Puiseux (Argenteuil, 16 april 1820 - Frontenay, 9 september 1883) was een Frans wiskundige en astronoom. Naar hem zijn de Puiseux-rijen en deels de stelling van Bertrand-Diquet-Puiseux vernoemd. 

## Leven
Na zijn studie bezette hij de leerstoel van de hemelmechanica op de Sorbonne. Hij excelleerde in de analyse en introduceerde nieuwe methoden in zijn behandeling van algebraïsche functies. Zijn bijdragen aan de hemelmechanica vergrootten de kennis op dit gebied. In 1871 werd hij unaniem verkozen in de Franse Academie van Wetenschappen.
Een van zijn zoons, Pierre Henri Puiseux, werd een beroemde astronoom.